# Сиюхов, Аслан Мосович
Аслан Мосович Сиюхов (14 мая 1939, Шовгеновский район, Краснодарский край — 2024) — передовик советского сельского хозяйства, звеньевой колхоза имени XXII съезда КПСС Шовгеновского района Адыгейской автономной области (ныне — Республики Адыгея) Герой Социалистического Труда (23.12.1976).

## Биография
Родился 14 мая 1939 года в ауле Хакуринохабль Шовгеновского района, в семье колхозника. Аслану не было и трёх лет, когда его отец Мос Касимович ушёл на фронт и погиб 21.07.1943, сражаясь с фашистскими захватчиками в составе 79-й гвардейской стрелковой дивизии. Воспитывался у дедушки Касима — потомственного хлебопашца, который привил мальчику любовь к земле, навыки к нелёгкому крестьянскому труду.
Трудовую деятельность начал в 1955 году, после окончания восьми классов. Работал прицепщиком в тракторной бригаде, осваивал профессию механизатора. Затем ушёл в Советскую Армию, служил в погранвойсках. После демобилизации из армии вернулся в родной аул, стал снова работать в тракторной бригаде.
В 1962 году Сиюхов окончил Ханское училище механизации сельского хозяйства (ныне — Лицей № 2) и получил специальность тракториста-машиниста широкого профиля. Это знаменитое учебное заведение окончили будущие Герои Социалистического Труда Головченко Василий, Ашинов Якуб, Меретуков Аслан.
Работал Аслан рядовым трактористом десять лет, после чего правление колхоза имени XXII съезда КПСС утвердило в новой для него должности звеньевого.
Уже в 1975 году звеном был взят победный рубеж: с каждого из 150 гектаров звено собрало по 98,2 центнера зерна, а в 1976 году — 102 центнера.
За выдающиеся успехи, достигнутые во Всесоюзном социалистическом соревновании, проявленную трудовую доблесть в выполнении планов и социалистических обязательств по увеличению производства и продажи государству зерна и других сельскохозяйственных продуктов в 1976 году и успехи, достигнутые в увеличении производства и заготовок пшеницы, кукурузы и других зерновых и кормовых культур при высокопроизводительном использовании техники, Указом Президиума Верховного Совета СССР от 23 декабря 1976 года А. М. Сиюхову присвоено звание Героя Социалистического Труда с вручением ордена Ленина и золотой медали «Серп и Молот».
Награждён также орденом «Знак Почёта», ленинской юбилейной медалью, награждён двумя золотыми медалями ВДНХ СССР, значком «Ударник девятой пятилетки».
Состав звена обновлялся, рядом с многоопытными хлеборобами Николаем Гаичевым, Нальбием Куваевым, Схатбием Сиюховым, Батырбием Тутовым, Борисом Сапиевым стали работать молодые механизаторы Юнус Жемадуков, Нурбий Хакуринов, Рашид Тагиров.
Замечательно трудятся и в десятой пятилетке механизаторы звена Аслана Сиюхова. В 1977 и 1978 годах они собрали по 100 центнеров зерна с гектара. В засушливом 1979 году, урожай несколько снизился, хотя получено по 71,5 центнера зерна. А с площади 350 гектаров вкруговую собрано по 48 центнеров озимой пшеницы. Коллектив звена за четыре года выполнил задание по продаже пшеницы и кукурузы.
На базе звена А. М. Сиюхова создана областная школа молодого кукурузовода. Со всех концов Адыгеи и Кубани сюда приезжали сотни молодых механизаторов овладевать секретами возделывания богатырского зерна. Член КПСС с 1970 года, являлся членом Шовгеновского райкома и Адыгейского обкома КПСС, депутатом Адыгейского областного Совета народных депутатов. Он был делегатом XVI съезда профсоюзов.
Продолжая трудиться в хозяйстве механизатором, знатный земледелец остаётся верным своему правилу. Систематически перевыполняя сменные нормы выработки, он увеличил время работы трактора без ремонта в полтора раза. 14 мая 1999 года механизатор колхоза им. Андрухаева Герой Социалистического Труда Сиюхов Аслан Мосович за выдающиеся заслуги в области сельского хозяйства, новаторство, наставничество, многолетний высокопроизводительный труд Указом Президента Республики Адыгея награждён медалью «Слава Адыгеи» (№ 27).
Умер 2 ноября 2024 года. Похоронен в ауле Хакуринохабль Шовгеновский район Адыгеи.

## Семья
Жена.

## Награды
- Золотая медаль «Серп и Молот» (23.12.1976);
- Орден Ленина (23.12.1976)
- Орден Ленина (07.12.1973)
- Орден «Знак Почёта» (15.12.1972)
- Медаль «В ознаменование 100-летия со дня рождения Владимира Ильича Ленина» (6 апреля 1970)
- Медаль «Слава Адыгеи» (14.5.1999)

## Память

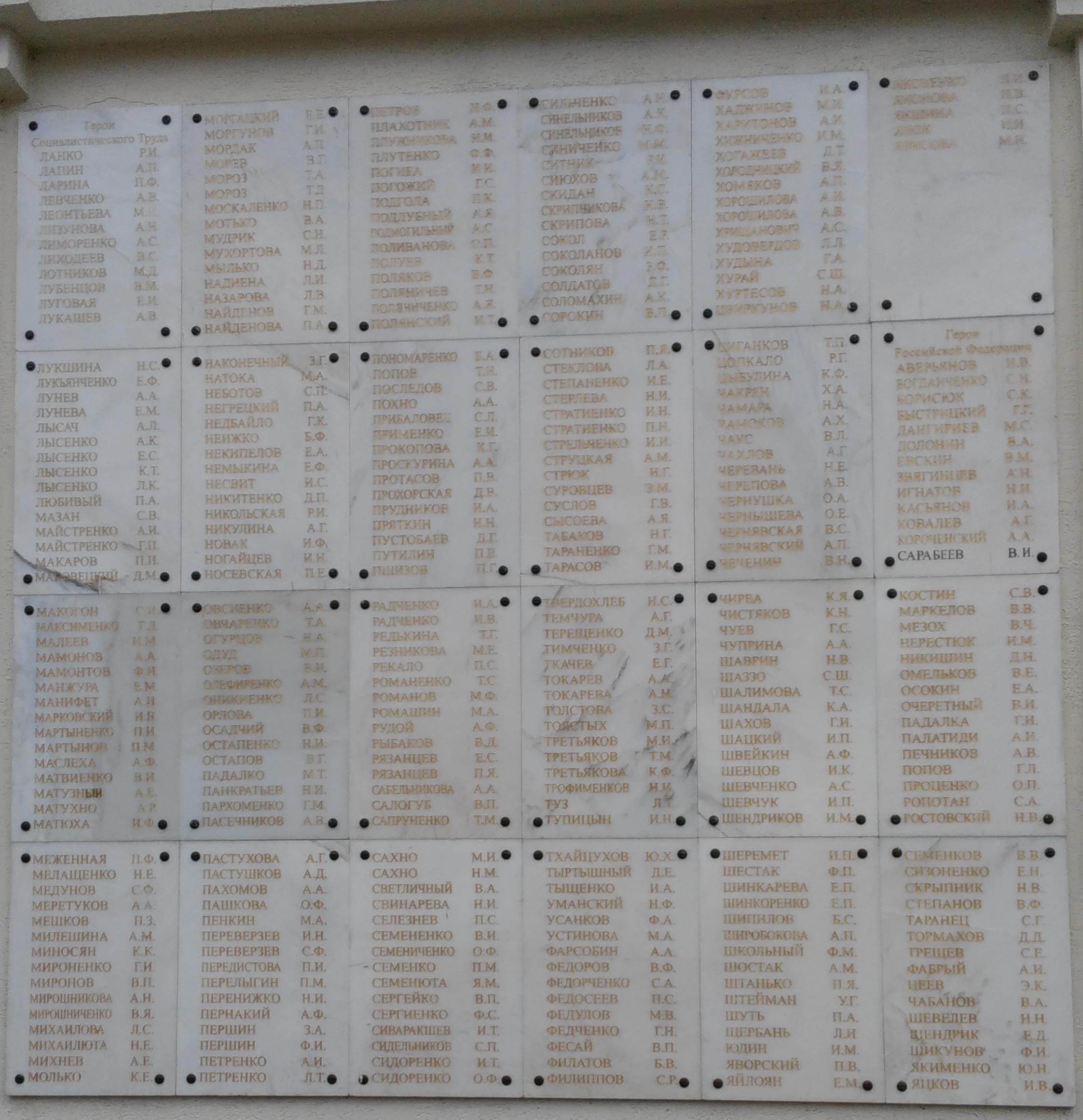
Мемориальная доска с именами Героев Социалистического Труда Кубани и Адыгеи. Краснодар 2017

- Имя Героя золотыми буквами вписано на мемориальной доске в Краснодаре.